# Partito Ambientalista i Verdi (Svezia)
Il Partito Ambientalista i Verdi (in svedese Miljöpartiet de Gröna) è un partito politico verde svedese.
Il partito è stato fondato nel 1981 e nacque dal movimento referendario del 1980 di opposizione al nucleare. Non è entrato in parlamento se non nel 1988, non riuscendo, però ad ottenere seggi nelle elezioni successive del 1991. Aderisce al Partito Verde Europeo; non ha un vero e proprio segretario, ma due portavoce, un uomo ed una donna.
È un partito ambientalista e filoeuropeo. I non brillanti risultati politici dipendono dal fatto, che a differenza di altri Paesi scandinavi o di lingua tedesca, in Svezia anche altri partiti hanno, da sempre, fatto proprie le tematiche ambientaliste, in particolare il Partito di Centro, i Democratici Cristiani e, da ultimo, il Partito della Sinistra.
Alle elezioni del 2002, il partito superò di poco lo sbarramento del 4% ed elesse 17 parlamentari, divenendo, ciò nonostante, determinante per la tenuta del governo del socialdemocratico Göran Persson.
Alle elezioni del 2006, i partiti non-socialisti (Moderati, Centristi, Popolari Liberali e Democristiani) si sono presentati nella coalizione Alleanza per la Svezia, che dopo 10 anni di governo socialdemocratico è riuscita a vincere le elezioni, anche se per appena 7 seggi. I Verdi hanno incrementato di poco i propri consensi, passando dal 4,5% al 5,2% dei voti, e sono rimasti comunque il partito più piccolo del panorama politico parlamentare svedese.
Alle ultime elezioni 2010 i verdi hanno ottenuto il loro più alto risultato passando dal 5,2% al 7,1% conquistando quindi 25 seggi, è probabile che questi voti siano stati assorbiti dai socialdemocratici che negli ultimi anni stavano perdendo gran parte del loro elettorato più a sinistra.
Alle elezioni europee del 2014 i Verdi incrementano ancora di più il loro consenso, diventando il secondo partito del paese con il 15,4% dei voti e conquistando 4 seggi (due in più rispetto alle precedenti elezioni europee).

## Risultati elettorali

### Elezioni legislative
| Anno | Voti    | %          | +/-  | Seggi    | +/-     | Status                                                  |
| ---- | ------- | ---------- | ---- | -------- | ------- | ------------------------------------------------------- |
| 1982 | 91 787  | 1,7 (7.º)  |      | 0 / 349  |         | Extraparlamentare                                       |
| 1985 | 83 645  | 1,5 (7.º)  | 0,2  | 0 / 349  | Stabile | Extraparlamentare                                       |
| 1988 | 296 935 | 5,5 (6.º)  | 4,0  | 20 / 349 | 20      | Opposizione                                             |
| 1991 | 185 051 | 3,4 (8.º)  | 2,1  | 0 / 349  | 20      | Extraparlamentare                                       |
| 1994 | 279 042 | 5,0 (6.º)  | 1,6  | 18 / 349 | 18      | Opposizione                                             |
| 1998 | 236 699 | 4,5 (7.º)  | 0,5  | 16 / 349 | 2       | Opposizione                                             |
| 2002 | 328 428 | 4,7 (7.º)  | 0,2  | 17 / 349 | 1       | Opposizione                                             |
| 2006 | 291 121 | 5,2 (7.º)  | 0,5  | 19 / 349 | 2       | Opposizione                                             |
| 2010 | 437 435 | 7,3 (3.º)  | 2,1  | 25 / 349 | 6       | Opposizione                                             |
| 2014 | 429 275 | 6,9 (4.º)  | 0,4  | 25 / 349 | Stabile | Governo                                                 |
| 2018 | 285 899 | 4,41 (8.°) | 2,49 | 16 / 349 | 9       | Governo (2018-2021) Appoggio esterno attivo (2021-2022) |
| 2022 | 329 242 | 5,08 (7.°) | 0,67 | 18 / 349 | 2       | Opposizione                                             |

### Elezioni europee
| Anno | Voti    | %           | +/-  | Seggi         | +/- |
| ---- | ------- | ----------- | ---- | ------------- | --- |
| 1995 | 462 092 | 17,2 (3.º)  |      | 4 / 22        |     |
| 1999 | 239 946 | 9,5 (5.º)   | 7,7  | 2 / 22        | 2   |
| 2004 | 149 603 | 6,0 (7.º)   | 3,5  | 1 / 19        | 1   |
| 2009 | 349 114 | 11,0 (4.º)  | 5,0  | 2 / 18 2 / 20 | 1   |
| 2014 | 572 591 | 15,4 (2.º)  | 4,4  | 4 / 20        | 2   |
| 2019 | 478 258 | 11,52 (4.°) | 3,88 | 2 / 20        | 2   |
| 2024 | 581 322 | 13,85 (3.°) | 2,33 | 3 / 21        | 1   |